# جتسیمانی

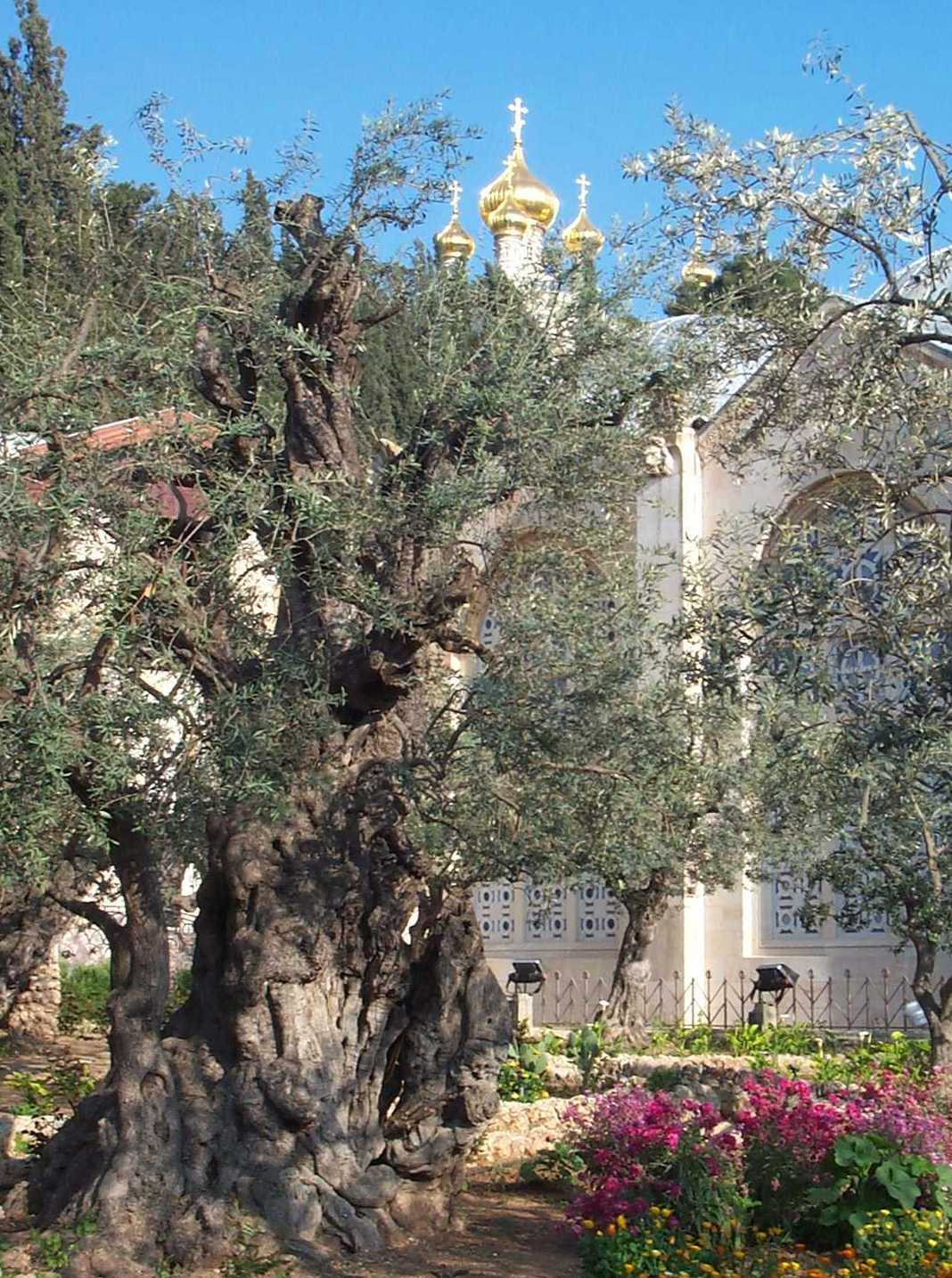
باغ جتسیمانی.

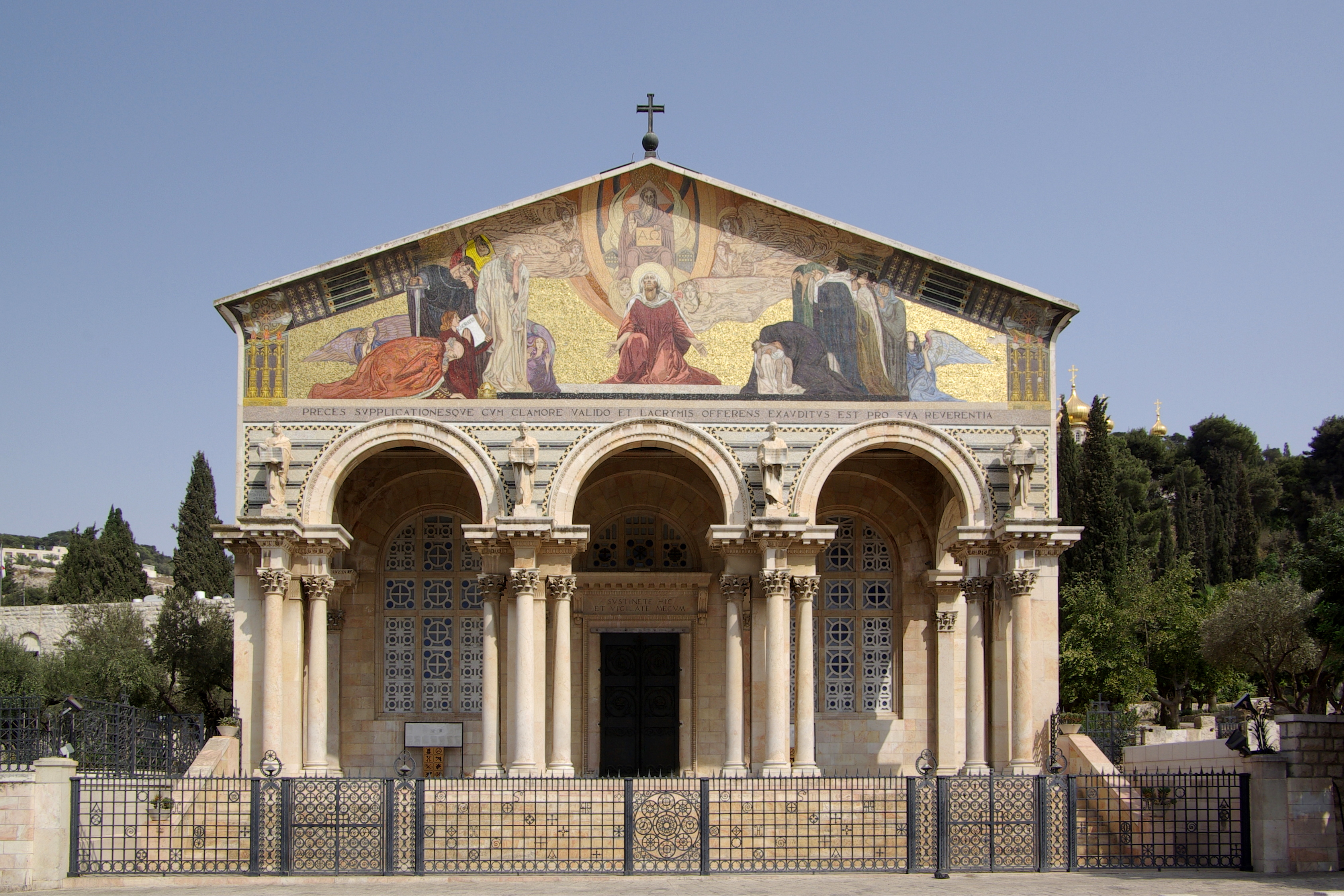
کلیسای تمامی ملل در باغ جتسیمانی.

جتسیمانی (به عبری: גת שמנים) (به یونانی: ΓεΘσημανι) نام باغی است که در پایه کوه زیتون در شهر اورشلیم قرار گرفته‌است. بر باور مسیحیان، باغ جتسیمانی، محلی است که عیسی مسیح در شبی که یهودا او را به رومی‌ها تسلیم نمود و به وی خیانت کرد، آخرین «غذای زمینی» موسوم به شام آخر را به همراه شاگردانش صرف کرد.
همچنین باغ جتسیمانی محلی است که مریم در آن مدفون گشته‌است.
این باغ از بناهای با اهمیت مذهبی اورشلیم و از زیارت‌گاه‌های مسیحیان محسوب می‌شود. به باغ جتسیمانی در زبان عبری، باغ «گت شمن» می‌گویند.